# Erwan Hamon
Erwan Hamon, né à Plessé, en Loire-Atlantique en 1978, est un musicien breton. Il joue de la bombarde et de la flûte traversière en bois, dans le duo Hamon-Martin, devenu Hamon Martin Quintet en 2001 (le duo existe toujours et a également une carrière à part). Il jouait aussi avec le groupe Skeduz depuis 2007 et Katé-mé de 2001 à 2010.

## Biographie

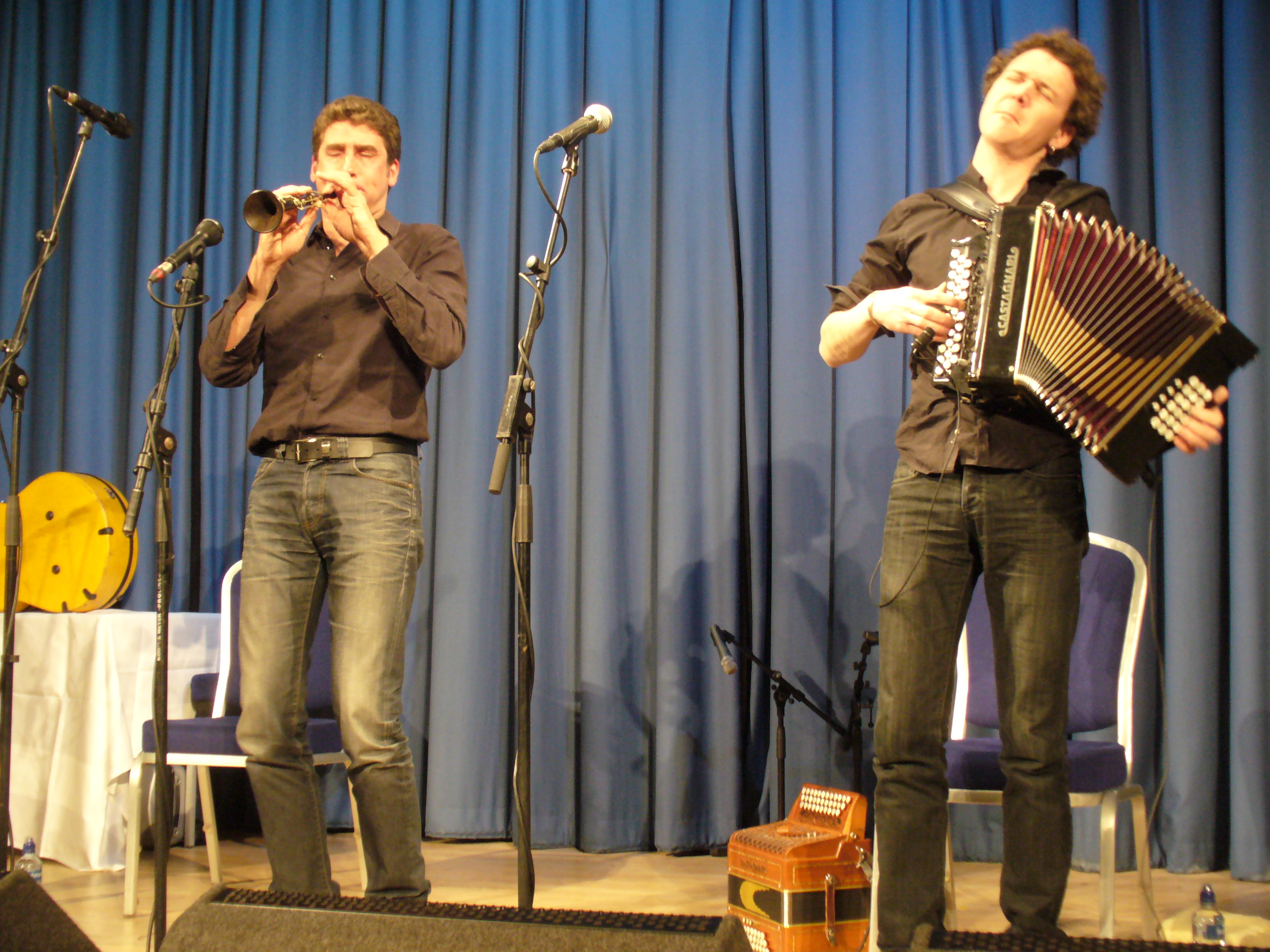
Erwan Hamon (à gauche), avec Janick Martin.

Né en 1978 en pays de Redon d'une famille d'agriculteurs du Dresny, dans la commune de Plessé, il commence l'apprentissage du tin whistle, de la flûte irlandaise et de la bombarde en autodidacte, puis suit des cours avec le sonneur Christophe Caron, vers 8-9 ans. Il se produit à la flûte vers 9-10 ans au concours Kan ar Bobl avec son grand-frère Mathieu à la guitare. Dès 1989, ils forment un premier groupe, Skolig Al Louarn (en breton « l'école du renard », c'est-à-dire « buissonnière »), avec son frère Mathieu Hamon au chant (qui remporte par la suite la Bogue d'or en 1991 et le Kan ar Bobl en 1992), et l'accordéoniste Yannick Noguet. Il fait en parallèle 5 ans de solfège à l'école de musique de Redon. Il apprend réellement la flûte lors de plusieurs stages avec Jean-Michel Veillon, Yannick Alory et Desy Wilkinson pour la flûte irlandaise. 
En 1991, âgé d'environ 12 ans, il joue avec Janick Martin et se produisent avec leur groupe Kamm-Digamm à la fête des chants de marins de Paimpol. En duo, ils sont lauréats du premier concours inter-lycées organisé à Lannion en 1996, et vivent des expériences marquantes comme les concours, le festival de Cornouaille en 1996 ou la première partie de Celtic Procession de Jacques Pellen au Tombées de la nuit en 1998. En 1998 le duo enregistre un premier disque, La violette. Le duo se fait trio lorsque le frère d'Erwan, Mathieu, le rejoint définitivement après les avoir longtemps accompagnés de son chant. Puis Ronan Pellen, joueur de cistre, devient le quatrième membre de la formation, après être passé par Skeduz, Dibenn et Bal Tribal. La formation ne prend donc sa forme décisive en quintet qu'avec l'arrivée d'Erwan Volant, violoncelliste classique reconverti dans la basse, en 2001. Celui-ci a joué avec Kern, Carré Manchot, avant de prendre part à quelques spectacles du Bagad Kemper. Se produisant aussi bien en fest-noz et en concert, le quintet a joué à l'étranger, en Italie, en Iran.
En 2001, Erwan Hamon rejoint son frère dans le groupe Katé-Mé, et se produit régulièrement dans de nombreuses formations, dont Mandala, Jeu à la Nantaise et La Dame Blanche. Soucieux de transmettre ses connaissances et ayant lui-même beaucoup appris par tradition orale, il donne des cours depuis l'âge de 18 ans en école de musique et organise des stages et ateliers.

## Discographie

### Duo Hamon-Martin
- 1998 : La Violette - Pixie-Déclic / Sony Music
- 2009 : Sous le tilleul - An Naer / Harmonia Mundi
- 2012 : Blue and Black Zebra - Coop Breizh

### Groupe Hamon Martin Quintet
- 2001 : Allune - Hamon Martin Quartet - Coop Breizh
- 2004 : L'habit de plume - Coop Breizh
- 2007 : Les métamorphoses - Coop Breizh
- 2010 : Du silence et du temps - Coop Breizh
- 2014 : Les vies que l'on mène - Coop Breizh
- 2019 : Clameurs - Coop Breizh

### Katé-Mé
- 2003 : Entrance (autoproduit), Grand prix du disque Produit en Bretagne
- 2006 : La République des papillons (Coop Breizh) Trad Mark
- 2008 : Live (Coop Breizh)
- 2010 : Le meilleur de Katé-Mé, 1 CD + 1 DVD (Solidor, dist. Harmonia Mundi)

### Autres
- 2002 : Dañs ar Vuhez, Spectacle de War'l Leur, Coop Breizh
- 2013 : Si vous dormez, avec Wenceslas Hervieux, bombarde et orgue, Coop Breizh
- 2023 : La Recherche, avec Sylvain Leroy